# Guyart des Moulins
Pour les articles homonymes, voir Guyart.

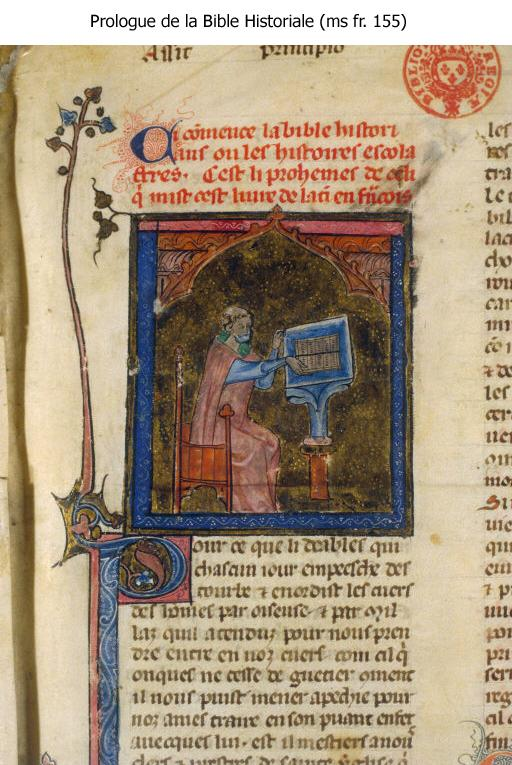
Folio 1 du Ms Ars. 5057 : Guyart des Moulins à l'œuvre. On reconnaît le texte du prologue que l'on retrouve sur la miniature du manuscrit Ars 5057 dans l'article Bible historiale: « pour ce que le Deable qui chascun jour detourbe et en ordut les cœurs des hommes par oyseuse et par mille lacs qu'il a tendus... ». Bible historiale Ms Fr 155 folio 14 "

Guyart des Moulins (né en juin 1251 à Aire-sur-la-Lys, mort vers 1322) est l'auteur de la première Bible en prose rédigée en français et traduite du latin de la Vulgate de saint Jérôme : la Bible historiale.
Selon Paulin Paris (Le Répertoire des manuscrits de la Bibliothèque du roi), son nom s'écrit « Guyart des Moulins » ou « Guyart-des-Moulins ». On le trouve parfois retranscrit à l'anglaise « Guiard Desmoulins » ou plus étonnant « Guiart Desmoulins », parfois « Guiard des Moulins » ou « Guiart des Moulins », voire « Guyar des Moulins ». Toutes ces orthographes désignent bien l'auteur de la Bible historiale.

## Vie
Guyart des Moulins est né en juin 1251 à Aire-sur-la-Lys selon le prologue de sa Bible historiale daté de 1294. Il est le fils de Jean des Moulins, sergent de la ville d'Aire, et de Béatrix.
Prêtre, il est chanoine de Saint-Pierre d'Aire, chapitre fondé par le comte de Flandre dans le diocèse de Thérouanne en Artois.
Il en est élu doyen le 1er octobre 1297, succédant à Matthieu Wilquin, « professor legum ». Plusieurs actes de 1295 à 1312 mentionnant son nom dans l’administration de son chapitre. On ignore la date de sa mort, mais le 15 juin 1322, il a pour successeur Jean de Rue.  
La Bible Historiale écrite, selon ses propres termes dans la préface de 1297, entre juin 1291 et février 1295, se présentant comme une traduction française du texte latin de la Vulgate tout en reprenant l’Histoire Scolastique de Pierre le Mangeur (1100 - 1179), chanoine de Saint-Loup de Troyes en Champagne.
On connaît aussi de lui un opuscule en latin de la même année 1297 relatif aux débats dont la relique du chef de saint Jacques a fait l’objet en 1273 entre la collégiale d’Aire et l’abbaye de Saint-Vaast d’Arras.

## Œuvre

### 1297: date de la première traduction française de la Bible
Son travail n’est pas une simple traduction du texte latin de Pierre le Mangeur Historia scholastica super Novum Testamentum très diffusé et appelé couramment Biblia, mais au contraire, en plusieurs endroits il a changé « l’économie du travail », comme il le dit lui-même dans sa préface. La Bible historiale dont il est l’unique auteur est non seulement une traduction du texte du Maître écolâtre, mais en plus une juxtaposition interpolée de sa traduction de la Vulgate, la Bible traduite en latin à partir de l'hébreu, entre la fin du IVe et le début du Ve siècle, par saint Jérôme. Il s’agit donc là véritablement d’une Bible glosée en langue vulgaire proposée aux laïcs que rédige Guyart des Moulins. Le témoignage de Paulin Paris, familier de cette Bible par la position qu’il occupait en 1836, est, de ce point de vue, précieux : « Ce fut pour les gens du monde que notre Guyart des Moulins traduisit la Bible en françois, plus d’un siècle après la mort de Petrus Comestor (Pierre le Mangeur) ». L’histoire de la Bible historiale constitue donc le versant officiel de l’histoire de la Bible traduite en français.
Avant l'édition de son ouvrage en 1297, on connaissait une bible en français destinée aux étudiants de l'Université, la Bible dite du Treizième Siècle ou Bible de saint Louis. Il s'agit d'un texte dont on ne possède plus que le livre de la Genèse conservé dans quelques rares manuscrits et insérés en introduction des Bibles historiales avec qui les lecteurs semblaient la confondre.
Au cours des années 1310, la Bible historiale est complétée à Paris par l’autre grand succès de l’époque, la Bible du XIIIe siècle, pour former la Bible historiale complétée (BHC), qui dans sa seconde partie reprend à la Bible du XIIIe siècle plusieurs livres absents de l’œuvre de Guyart des Moulins : les Psaumes, les livres sapientiaux et prophétiques, les quatre Évangiles, les Épîtres de Saint Paul et l’Apocalypse.

### Originalité de la composition de son œuvre
La Bible historiale se présente comme une bible glosée, c'est-à-dire une bible où figurent les traductions des paragraphes de la Vulgate en caractères nobles, et intercalée entre chaque chapitre, une série de commentaires. En belles lettres figurent donc les traductions de la Vulgate immédiatement suivies de la traduction du même passage extrait de Comestor. Des titres de chapitres, extraits de Comestor, sont insérés en rouge dans la page. Son texte est donc avant tout une traduction originale de la Vulgate accompagnée de la traduction des histoires de la Bible. Comme la traduction de la Vulgate dans la Bible de 1250 était accompagnée de la traduction de la Glossa ordinaria.

### Œuvre secondaire
Guyart des Moulins est également l'auteur en latin d'une relation de l'enlèvement de la relique constituée par la tête de Jacques le Majeur, enlevée par le comte de Flandre Philippe d'Alsace, de l'abbaye Saint-Vaast d'Arras pour doter le chapitre d'Aire-sur-la-Lys d'une relique marquante. Les archives de la ville d'Aire en conservent une copie datant du XVIIe siècle.

## Exemplaires conservés de laBible historiale
L’ouvrage de Guyart des Moulins a été diffusé à grande échelle au début du XIIIe siècle par des canaux encore inconnus; il apparaît sur le marché parisien où il est recopié par des scribes, plus ou moins fidèles à l’œuvre originale. 
La Bible historiale complétée connaît un succès considérable aux XIVe et XVe siècles, puis sous forme imprimée durant la première moitié du XVIe siècle. C'est l'unique compilation des récits bibliques en langue vivante.
Aucun manuscrit autographe de Guyart des Moulins n'a été conservé, on ignore s'ils étaient enluminés. On conserve une copie de la maquette de sa composition avec le format, la règlure, la pagination et le sommaire.
Les quatre premiers manuscrits de la Bible historiale complétée sont datés de 1310.
Les manuscrits enluminés de la Bible historiale complétée ont été produits pour les trois quarts à Paris dès le XIVe siècle sous le règne de Philippe le Bel, et pour un quart dans le Nord de la France et en Belgique (Thérouanne, Tournai, Cambrai, Bruges, Mons, Bruges, Gand) après 1420. Quelques autres ateliers sont situés à Rouen, à Tours, à Châteaubriant (en Bretagne), en Provence, en Franche-Comté, à Genève, en Lombardie.
Actuellement, cent quarante-quatre exemplaires manuscrits, complets ou fragmentaires, écrits entre le début du XIVe siècle et le début du XVIe siècle, sont conservés à travers le monde. 
Deux exemplaires de la Bible historiale imprimée. Le premier qui cherche à reproduire le style traditionnel des manuscrits est conservé à Paris, le second qui exprime au contraire les nouveaux thèmes stylistiques de la Renaissance pourrait être une commande du roi François Ier ou de son entourage, se trouve à Oxford.